# Емонсит
Емонсит — мінерал, телурит заліза з формулою: Fe2(TeO3)3·2(H2O). Емонсит утворює триклінні кристали, має жовтувато-зелений колір, склоподібний блиск і має твердість 5 за шкалою Мооса.
Емонсит вперше був описаний у 1885 році в районі Тумстоун, округ Кочіс, штат Аризона. Його назвали на честь американського геолога Семюеля Франкліна Еммонса (1841—1911), співробітника Геологічної служби США.
Емонсит зустрічається, часто з кварцом або церуситом, в районі Томстоун, штат Аризона. Він також асоціюється із самородним телуром, телуритом, самородним золотом, піритом, родалкіларитом, макаїтом, сонораїтом, кузтицитом і езтлітом.